# Johan Vilhelm av Pfalz
Johan Vilhelm av Pfalz , född 1658, död 1716, var regerande kurfurste av Pfalz från 1690 till 1716. 
Han var gift med Anna Maria Lovisa av Medici, medan Dorothea von Velen var hans mätress. 